# 신지애
신지애(申智愛,  1988년 4월 28일 ~ )는 대한민국 국적의 여성 프로 골프 선수이다. 종교는 개신교(예장합동)이다. 현재 연세대학교 체육교육학과를 졸업하였다.

## 생애와 선수 경력

### 생애
전라남도 영광군 홍농읍에서 장로교(합동) 소속 개척교회 목사 신재섭의 1남 2녀 중 장녀로 태어난 신지애는 영광 홍농서초등학교 5학년 때 골프를 시작하였고 영광홍농중학교와 함평골프고등학교를 졸업하였다.

### 선수경력
2005년 아마추어로 국내 대회에서 우승한 후 스포트라이트를 받으며 프로로 데뷔한 신지애는 2006년 국내 무대를 석권했고, 2007년에는 국내 모든 기록을 갈아치웠다. 2006년 KLPGA 신인상과 함께 MVP, 최저타수상, 상금왕, 다승왕 등 5관왕을 석권했고, 2008년에는 국내 MVP, 최저타수상, 상금왕, 다승왕 등 4관왕을 차지하면서 신지애 천하를 알리는 계기가 되었다. 덕분에 스폰서 계약도 치열한 전쟁이 벌어졌다. 오랫동안 스폰서 역할을 해주었던 하이마트와의 재계약을 포기하고 새로운 스폰서로 미래에셋과 손잡게 되면서 스폰서 전쟁의 마침표를 맺게 된다.
2008년 8월 4일 초청 선수로 참가한 LPGA 투어 브리티시 오픈에서 첫 메이저 우승을 한 후 10월에는 LPGA 투어 미즈노클래식에서도 우승을 차지하였다. 이후 정회원이 되면서 본격적인 LPGA 정복에 들어갔으나 2009년 첫 대회인 SBS 오픈에서 생애 첫 컷오프를 당하는 이변이 일어나기도 했다. 하지만 초반의 어려움을 이겨내고 3월 HSBC 여자 챔피언스에서 정회원이 된 후 첫 우승을 했고 그해 LPGA 상금왕과 공동 다승왕을 차지했다. 2008-10시즌 미국 LPGA 통산 7승을 기록했고, 국내 KLPGA 통산 11승, 일본 JLPGA 통산 4승을 기록 중이다.
신지애는 2010년 7월 25일 프랑스 에비앙에서 열린 LPGA 투어 에비앙 마스터스(*2013년 메이저 대회로 승격) 4라운드에서 보기 없이 버디 5개를 쓸어 담으며 접전을 펼쳤던 모건 프레셀(미국), 최나연(23.SK텔레콤) 등을 1타차로 따돌리며 시즌 첫 우승을 기록했고 자신의 LPGA투어 통산 7번째 우승에 성공했다. 2010년 시즌 톱10 7회 진입에 만족해야 했지만 이번 대회에 정상에 오르면서 분위기 반전에 성공했다. 신지애는 한국 선수들과 유난히 인연이 없었던 이 대회에서 11번째 대회 만에 처음 우승한 한국 선수가 됐다. 그동안 한국 선수들은 US여자오픈과 함께 LPGA 투어에서 가장 많은 우승 상금이 걸려 있는 이 대회에서 한 번도 정상에 오르지 못하고 준우승만 5번 차지했다. 한국 군단은 신지애의 우승으로 시즌 5승을 합작했다. 이번 우승은 파이널 라운드의 여왕(파이널 퀸)이라는 신지애의 별명을 다시 한번 각인시켜준 쾌거였고 거금 48만7천500달러의 상금을 받은 신지애는 시즌 누적 상금이 116만7,941달러로 상금랭킹 1위가 됐다.
2009년에 미래에셋자산운용과 스폰서 계약을 했으나, 2014년부터 JLPGA 진출을 선언하자 재계약을 하지 못했다.

## 출신 학교
- 홍농서초등학교
- 영광홍농중학교
- 함평골프고등학교

## 주요 기록
2005년 아마추어 선수로 국내 대회에서 우승한 후 2006년 국내 무대를 석권했고, 2007년에는 국내 모든 기록을 갈아치웠다. 2006년 KLPGA 신인상과 함께 MVP, 최저타수상, 상금왕, 다승왕 등 5관왕을 석권했고, 2008년에는 국내 MVP, 최저타수상, 상금왕, 다승왕 등 4관왕을 차지하면서 신지애 천하를 알리는 계기가 되었다. 그래서 누구도 넘볼 수 없는 존재라는 의미로 지존이라는 별명이 붙었다.
그 외의 기록은 다음과 같다.
- 2006년-2008년 KLPGA 3년 연속 4관왕 (2006년은 신인왕 추가 5관왕)
- 2006년 KLPGA 투어 시즌 평균 타수 69.72타 기록.
- 2007년 단일 시즌 10승 달성은 PGA 투어에서 1950년 샘 스니드가 기록한 11승, 2005년 LPGA 투어에서 안니카 소렌스탐이 달성한 10승 이후 작성된 또 하나의 진기록이다.
- 2007년 KLPGA투어 최단 기간(2년 5일) 통산 상금 10억을 돌파.( 정일미가 99개 대회에서 세운 통산 상금 기록을 30개 대회 출전 만에 경신).
- 2008년 한국여자오픈, KLPGA선수권대회, KB 국민은행 4차 투어 메이저대회 우승으로 KLPGA 최초의 그랜드슬램 달성
- 2008년 비회원으로 자격으로는 세계 최초로 LPGA 대회 3승
- 2008년 브리티시 오픈 최연소(20년 3개월 6일) 우승 기록 경신.
- 2009년 한 해에 세계 4대 투어(LPGA, JLPGA, KLPGA, 유러피언투어) 대회에서 모두 우승. 세계 최초의 기록.
- 2009년 세계 4대 투어(LPGA, JLPGA, KLPGA, 유러피안투어)의 시드권을 Q스쿨 없이 획득하며, 4대 투어 시드권을 보유한 세계 최초의 선수.
- 2009년 LPGA 신인상, 상금왕, 다승왕 3관왕 등극. 단일 시즌 신인왕과 상금왕 동시 석권은 1978년 낸시 로페즈가 작성한 이후 31년만의 진기록. 시즌 상금 180만7334달러로 역대 신인 최다 상금 기록 작성.
- 2010년 5월 3일 아시아인 최초로 여자 골프 세계랭킹 1위에 등극.[5][11][4]

## 신지애의 세계랭킹
신지애는 당시 오래도록 LPGA 우승이 없었던 관계로 세계랭킹 1위 자리는 오래 유지되지 못했다. 미야자토 아이와 청야니(대만), 미셸 위, 수잔 페테르손(노르웨이) 등 상위 랭커들의 포인트 차이가 크지 않았다. 세계랭킹은 LPGA(미국여자프로골프)와 LET(유럽여자프로골프), KLPGA(한국여자프로골프), JLPGA(일본여자프로골프), ALPG(호주여자프로골프) 등 세계 5대 투어 대회와 미 LPGA 2부 투어의 최근 2년간 성적을 기준으로 매겨진다.
역대 LPGA 투어 세계 랭킹변화는 다음과 같다.
<LPGA 투어 세계 랭킹 TOP 10> (2010년 5월 4일자)
- 1 신지애 한국 9.29
- 2 로레나 오초아 멕시코 9.20
- 3 미야자토 아이 일본 9.11
- 4 청야니 대만 8.61
- 5 수잔 페터슨 노르웨이 8.34
- 6 크리스티 커 미국 7.55
- 7 안나 노르드크비스트 스웨덴 6.95
- 8 미셸 위 미국 6.59
- 9 캐리 웹 호주 6.50
- 10 최나연 한국 5.68
- 2010-06-28 크리스티 커(미국)가 미국여자프로골프(LPGA) 투어 메이저대회 웨그먼스 LPGA 챔피언십에서 우승하며 미야자토 아이를 제치고 미국 선수로서는 처음으로 세계랭킹 1위에 올랐다.[13]

한편 역대 LPGA 연도별 랭킹 1위(상금 기준)는 다음과 같다.
- 1998년 - Annika Sorenstam (안니카 소렌스탐) - 스웨덴
- 1999년 - Karrie Webb (캐리웹) - 오스트레일리아
- 2000년 - Karrie Webb (캐리웹) - 오스트레일리아
- 2001년 - Annika Sorenstam (안니카 소렌스탐) - 스웨덴
- 2002년 - Annika Sorenstam (안니카 소렌스탐) - 스웨덴
- 2003년 - Annika Sorenstam (안니카 소렌스탐) - 스웨덴
- 2004년 - Annika Sorenstam (안니카 소렌스탐) - 스웨덴
- 2005년 - Annika Sorenstam (안니카 소렌스탐) - 스웨덴
- 2006년 - Lorena Ochoa (로레나 오쵸아) - 멕시코
- 2007년 - Lorena Ochoa (로레나 오쵸아) - 멕시코
- 2008년 - Lorena Ochoa (로레나 오쵸아) - 멕시코
- 2009년 - Jiyai Shin (신지애) - 대한민국[14]

## 통산 전적 및 수상 내역
2004~05 시즌
- 2004 제4회 한미 전국학생골프선수권대회 우승
- 2004 경희대학교 총장배 전국중고골프대회 우승
- 2004 제8회 익성배 매경아마추어골프선수권대회 여자부 우승
- 2005 제23회 한국주니어골프선수권 우승
- 2005 제12회 송암배 아마추어골프선수권대회 여자부 우승
- 2005 강민구배 한국여자아마추어골프 선수권 우승
- 2005 제12회 매경 빅야드배 전국 중고등학생 골프대회 우승
- 2005 KLPGA SK엔크린 인비테이셔널 우승(아마추어)

2006 시즌
- 2006 TLPGA 코사이도 대만-일본프렌드십 골프토너먼트 우승(프로 데뷔 후 첫 승)
- 2006 KLPGA 태영배 한국 여자 오픈 우승(메이저)
- 2006 KLPGA PAVV 인비테이셔널 우승
- 2006 KLPGA 오리엔트차이나레이디스오픈 우승
- 2006 한국여자프로골프대상 대상, 신인상, 상금왕, 다승왕, 최저타수상

2007 시즌
- 2007 KLPGA MBC투어 엠씨스퀘어컵 크라운CC 여자오픈
- 2007 KLPGA 힐스테이트 서경 오픈 골프대회
- 2007 KLPGA MBC투어 비씨카드 클래식
- 2007 KLPGA KB 국민은행 Star Tour 3차대회
- 2007 KLPGA KB 국민은행 Star Tour 4차대회
- 2007 KLPGA SK에너지 Invitational 여자골프대회
- 2007 KLPGA 삼성 금융 레이디스 챔피언십
- 2007 KLPGA KLPGA 제1회 인터불고 마스터즈
- 2007 KLPGA ADT CAPS Championship
- 2007 한국여자프로골프대상 대상, 상금왕, 다승왕, 최저타수상

2008 시즌
- 2008 한국여자프로골프대상 국내대상, 최저타수상, 다승왕, KB스타투어 상금왕, KLPGA투어 상금왕
- 2008 LPGA 투어 ADT 챔피언십 우승
- 2008 LPGA 투어 미즈노클래식 우승
- 2008 LPGA투어 브리티시 여자오픈 우승(메이저)
- 2008 JLPGA투어 요코하마타이어 PRGR레이디스컵 우승
- 2008 제30회 신세계 KLPGA 선수권대회 우승(메이저)
- 2008 KLPGA투어 BC카드 클래식 우승
- 2008 태영배 한국 여자 오픈 우승(메이저)
- 2008 KB국민은행 스타투어 그랜드파이널 4차대회 우승(메이저)
- 2008 KLPGA 투어 하이트컵 여자프로골프 챔피언십 우승

2009 시즌
- 2009 미국골프기자협회 올해의 최우수여자선수상
- 2009 LPGA투어 상금왕, 올해의 신인상, 공동 다승왕
- 2009 JLPGA 마스터스GC 레이디스 우승
- 2009 LPGA 투어 PG뷰티 NW 아칸소 챔피언십 우승
- 2009 LPGA 투어 웨그먼스 우승
- 2009 LPGA 투어 HSBC 여자 챔피언스 우승

2010 시즌
- 2010 LPGA투어 에비앙 마스터스 한국인 첫 우승
- 2010 LPGA투어 미즈노 클래식 우승

2012 시즌
- 2012 LPGA 투어 킹스밀 챔피언십 우승
- 2012 LPGA 투어 브리티시 여자오픈 우승(2회)

2013 시즌
- 2013 LPGA투어 ISPS 한다 호주여자오픈 우승…LPGA 통산 11승(메이저 대회 2승)

2014 시즌 (양 시즌을 병행하다가 체력 등의 문제로 JLPGA 투어로 전향)
- 2014 JLPGA 투어 니치레이 레이디스 우승
- 2014 JLPGA 투어 메이지컵 우승... JLPGA 통산 7승

신지애 KLPGA투어 주요 기록
- 최다 통산 우승 공동 1위 - 20승 (구옥희)
- 단일 시즌 최다 우승 - 9승 (2007)
- 통산 최단 기간 상금 20억 돌파 - 5년 10개월 1일 (2011) → 단일 시즌 상금 신기록은 2014년 김효주가 깼음

## 방송 활동
- 2017년 미스터리 음악쇼 복면가왕 - 새해 복 많이 받으세요 연하장 < 참가자 >

## 같이 보기
- 영광홍농중학교
- 함평골프고등학교
- 최나연
- 박세리
- 미셸 위
- 모건 프레셀
- 안니카 소렌스탐
- 케리 웹
- 로레나 오초아